# Kenny Easley
Pour les articles homonymes, voir Easley.
College Football Hall of Fame 1991
Pro Football Hall of Fame 2017
(en) Statistiques sur pro-football-reference
Kenny Mason Easley Jr (né le 15 janvier 1959 à Chesapeake) est un joueur américain de football américain. Il est considéré comme un des meilleurs joueurs de l'histoire des Seahawks de Seattle et un des meilleurs safety de l'histoire de la National Football League.

## Lycée
Easley étudie à la Oscar F. Smith High School où il est All-American et reconnu comme un des meilleurs joueurs de l'État de Virginie.

## Carrière

### Université
Il joue ensuite avec les UCLA Bruins en NCAA. Il bat les records d'interception et de tacle de l'école avec dix-neuf interceptions et 324 tacles. Il est All-American à trois reprises et quatre fois dans l'équipe de la saison de la conference Pacific 10. Il ne remporte pas le Trophée Heisman mais finit dans les dix premiers.
Après sa carrière, il est sélectionné au dixième tour du draft de la NBA 1981 mais il ne désire pas faire une carrière de basketteur professionnel.

### Professionnel
Kenny Easley est sélectionné au premier tour du draft de la NFL de 1981 par les Seahawks de Seattle au quatrième choix. Lors de sa première saison en professionnel, il est élu Rookie défensif de l'année pour l'American Football Conference notamment à cause de ses trois interceptions et de son touchdown sur une interception. En 1983, il remporte le titre de joueur de l'année pour la conference AFC dans une saison où il a intercepté sept passes. En 1984, il est élu joueur défensive de l'année de la NFL pour ses dix interceptions dont deux qu'il retournera en touchdown. Il signe un nouveau contrat avec les Seahawks de cinq ans. Il rate une partie de la saison 1986 pour cause d'une blessure à la cheville.
En 1988, Easley est échangé aux Cardinals de Phoenix contre le quarterback Kelly Stouffer. Peu après, il est diagnostiqué chez Easley une maladie à un rein, ayant des répercussions sur ses compétences physiques. L'échange fut annulé et Kenny Easley annonce sa retraite des terrains. Les médecins découvrent que la cause de la maladie est une overdose d'un médicament qu'Easley a pris pour soigner sa blessure à la cheville.

## Statistiques
Kenny Easley a joué sept saisons en NFL, quatre-vingt-neuf matchs dont quatre-vingt-sept comme titulaire, huit sacks, trente-deux interceptions, trois touchdowns, deux fumbles, onze fumbles récupérés.

## Palmarès
- All-American en 1978, 1979 et 1980
- All-Pacific 10 Conference selection en 1977, 1978, 1979 et 1980
- Introduit au UCLA Athletic Hall of Fame en 1991
- Introduit au College Football Hall of Fame en 1991
- Maillot #5 des UCLA Bruins retiré
- Rookie défensif de l'année pour l'AFC 1981
- Joueur défensif de l'année pour l'AFC 1983
- Joueur défensif de l'année NFL 1984
- Équipe de la saison NFL en 1982, 1983, 1984 et 1985
- Seconde équipe de la saison NFL 1987
- Introduit au Seattle Seahawks Ring of Honor en 2002

## Après le football
En 2003, Easley est un des propriétaires des Nighthawks de Norfolk mais l'équipe disparaît. Il est aujourd'hui entrepreneur commercial.